# Серр-Нерполь
Серр-Нерполь (фр. Serre-Nerpol) — коммуна во Франции, находится в регионе Рона — Альпы. Департамент коммуны — Изер. Входит в состав кантона Сюд-Грезиводан. Округ коммуны — Гренобль.
Код INSEE коммуны — 38275. Население коммуны на 2012 год составляло 299 человек. Населённый пункт находится на высоте от 340  до 720  метров над уровнем моря. Муниципалитет расположен на расстоянии около 470 км юго-восточнее Парижа, 70 км юго-восточнее Лиона, 29 км западнее Гренобля. Мэр коммуны — M. Alain Rousset, мандат действует на протяжении 2001—2008 гг.
Динамика населения (INSEE):